# Metropolitan-Vickers F.2
Le Metropolitan-Vickers F.2 est un des premiers turboréacteurs et l'un des premiers propulseurs de conception britannique mettant en œuvre un compresseur à flux axial. Avec son compresseur à neuf étages, sa turbine à deux étages et sa chambre de combustion annulaire, c'était en son temps un moteur révolutionnaire. Il équipa au mois de novembre 1943 un Gloster Meteor qui surclassa les modèles concurrents de Power Jets.
En dépit de ses débuts prometteurs, on le considérait comme peu fiable et il ne servit jamais avant 1946. Dans l'après-guerre, il apparut de nouveaux modèles aux performances bien supérieures, et l’intérêt pour le réacteur F.2 commença à se dissiper. Toutefois cet investissement s'est avéré profitable : lorsque Metrovick se retira du marché des turbines à gaz, Armstrong Siddeley reprit ce réacteur sous un format supérieur : le réacteur Sapphire.

## Développement
Alan Arnold Griffith avait publié en 1926 un article remarqué, An Aerodynamic Theory of Turbine Design, dans lequel il démontrait pour la première fois qu'une turbine à gaz pouvait fournir aux avions une motorisation efficace. Dans cet article, il commençait par critiquer les compresseurs axiaux de l'époque, en ce que leurs aubes plates les condamnaient à un phénomène de décrochage, puis assurait qu'une amélioration spectaculaire résulterait d'un profilage aérodynamique, au point de rendre les turbines à gaz utilisables en vol. Il poursuivait par la description d'un compresseur complet et d'une turbine exploitant le débit des gaz d'échappement pour entraîner une seconde second turbine équipant un propulseur : c'est ce que, selon la terminologie actuelle, on appelle un turbopropulseur.
Afin de valider ses théories, Griffith et d’autres ingénieurs du Royal Aircraft Establishment firent construire en 1928 par Fraser and Chalmers un prototype de compresseur baptisé Anne. Devant le succès de cette machine lors des essais, ils entreprirent la fabrication d'un réacteur entier, baptisé Betty, ou B.10.
En 1929 Frank Whittle rédigea sa thèse de doctorat sur les moteurs à réaction, et l'envoya à Griffith pour avis. Ce dernier, après avoir relevé une erreur de calcul dans le manuscrit de Whittle, mit en cause la possibilité de la propulsion d'un aéronef par réaction, arguant d'une part que le compresseur centrifuge proposé par Whittle, étant donné son maître-couple élevé, serait impropre à faire décoller un avion, et d'autre part que la quantité de mouvement des gaz d'échappement était très insuffisante pour obtenir l'effet de propulsion voulu. Whittle était abattu, mais des agents de la RAF surent le convaincre de breveter son idée. Cinq ans plus tard, des banquiers lui permettaient de construire un premier prototype d'avion à réaction.
Griffith poursuivit de son côté ses recherches sur les turbomoteurs, et mit au point une turbine qui utilisait deux paires de compresseurs antagonistes à disques (système dit contraflow), emboîtés l'un dans l'autre, ce qui améliorait le rendement. Son collaborateur, Hayne Constant, entre en pourparlers en 1937 avec un motoriste de Manchester, MetroVick, pour démarrer une production de série ; or il se trouve que ce fabricant venait de fusionner avec British Thomson-Houston, un fabricant de génératrices à turbines déjà engagé dans les projets de Whittle. Dès 1939 Metrovick avait beaucoup amélioré les premières versions du compresseur Betty : on l'incorpora au turboréacteur Freda.
Au mois d'avril 1939, Whittle donna une démonstration spectaculaire de son prototype, le WU, qu'il fit tourner pendant 20 minutes à plein régime. Il s'ensuivit une pluie de propositions financières pour passer à la production de série de réacteurs d'avion. Le chef de projet chez Metrovick, David Smith, décida d'interrompre les recherches sur les turbopropulseurs pour se consacrer entièrement aux réacteurs à compression directe. Il n'avait pas sitôt converti la chaîne de production que Whittle se mettait à la construction de son réacteur W.1, dont il comptait bien équiper un Gloster E.28/39 l'année suivante.

### Le prototype F.1
Au mois de juillet 1940, le Royal Aircraft Establishment signait un contrat avec Metrovick pour la construction d'un turboréacteur opérationnel dédié à l'aviation, reprenant le schéma de la turbine Freda. C'est de là qu'est né le concept de réacteur F.1, réalisé sous différentes formes, et dont le premier modèle fonctionnel tourna sur les bancs d'essai à la fin de l'année 1941. Les tests d'endurance s’étaient avérés concluants à la fin de 1942, et le réacteur effectua son premier vol le 29 juin 1943, accroché dans la soute à bombe d'un Avro Lancaster. Par rapport aux modèles à flux tourbillonnaire de Whittle, le réacteur F.1, avec son compresseur axial à neuf étages, sa chambre de combustion annulaire et une turbine à deux étages manifestait une large avance.

### Le prototype F.2
Simultanément, le développement du turboréacteur F.2 de Griffith progressait : le moteur fut mis en route au mois de novembre 1941 ; et bien qu'à ce moment il y eût plusieurs prototypes de réacteurs Whittle en cours de fabrication, les performances du F.2 paraissaient  désormais très supérieures. La version embarquée du prototype, le réacteur F.2/1, effectua son banc d'essai en 1942 et fut à son tour montée sur le fuselage arrière d’un Avro Lancaster expérimental (prototype dit « Lancaster, s/n BT308 ») le 29 juin 1943. On testa ensuite les modèles de série sur un Gloster Meteor) s/n DG204/G qui accomplit son premier vol le 13 novembre 1943. Les deux réacteurs étaient suspendus par des nacelles, exactement comme l'avaient fait les Allemands avec le Messerschmitt Me 262.
Comme on s'y attendait, ces réacteurs s'avérèrent, même en vol, plus puissants que les réacteurs Whittle : d'une poussée de 8 kN lors du vol d'essai (au lieu des 7,11 kN du réacteur Whittle W.2B), on parvint à les porter à 8,9 kN de poussée. Cependant, le réacteur F.2 manifestait un certain nombre de faiblesses qui faisaient craindre quant à sa fiabilité : l'échauffement se concentrait sur les roulements du rotor et dans la chambre de combustion. L'échauffement des roulements entraînait un gauchissement des augets et une fissuration des tuyères d’admission.

### Les réacteurs: du F.2/2 au F.2/4 «Beryl»
Afin de résoudre ces problèmes, les ingénieurs remplacèrent au mois d'août 1942 l'alliage Rex 75 de la turbine par un alliage base nickel, le Nimonic 75 passant ainsi au modèle F.2/2, et allongèrent la chambre de combustion de 150 mm. La poussée statique était portée à 11 000 N, mais la question de la surchauffe restait inquiétante.
Alors au cours de l'année 1943 ils substituèrent à la chambre de combustion annulaire des brûleurs en étoile, semblables à ceux utilisés dans les réacteurs de Whittle : c'est ainsi qu'apparut le modèle F.2/3, où le problème de surchauffe disparut entièrement, ce qui permit de pousser le régime jusqu’à atteindre une poussée de 12 kN ; néanmoins, on recherchait déjà comment atteindre une puissance encore supérieure.
Le développement du F.2 se poursuivit sur la base d'un compresseur à dix étages, permettant de contrôler le débit à l'aide d'une turbine simple. Ce nouveau réacteur F.2/4 (baptisé Beryl) ne développa d'abord qu'une poussée de 14,45 kN lors des essais embarqués sur l'Avro Lancaster Mk.II s/n LL735; installé sur un hydravion de combat, le Saunders-Roe SR.A/1, le troisième prototype permit d'atteindre une poussée de 17,1 kN, puis finalement de 17,8 kN (alors que le moteur Rolls-Royce Derwent, contemporain, ne développait que 10,9 kN dans sa dernière version), ce qui faisait du Beryl l'un des moteurs les plus puissants de ce milieu des années 1940. La fabrication de l’hydravion SR.A/1 prit fin en 1947, mettant un terme aux perfectionnements du réacteur Beryl ; néanmoins, le pilote d'essai Donald Campbell récupéra l'un de ces moteurs pour en équiper sa célèbre motomarine, le Bluebird K7 de 1955, avec laquelle il battit le record du monde de vitesse sur mer à sept reprises entre 1955 et 1964.

### Prolongements: du réacteur F.3 auSapphire
À partir de 1942, les ingénieurs de Metropolitan-Vickers commencèrent à rechercher une augmentation de la poussée : avec le Metropolitan-Vickers F.3, ils mirent au point le premier turboréacteur « double flux » britannique opérationnel. On a pu dire en effet du F.3 qu'il était le premier réacteur à triple rotor jamais construit, bien que sa configuration fût entièrement différente de celle du turboréacteur double flux Rolls-Royce RB211, puisque le rotor était monté à l'arrière du réacteur, non sans rappeler le General Electric CJ805-23. En adjoignant au moteur Beryl un réacteur F.2/2 auxiliaire à l'arrière (juste avant la turbine haute-pression), MetroVick dotait ce réacteur de turbines basse-pression antagonistes, solidaires de deux roues à augets. Hormis les déflecteurs de la tuyère du premier étage, la turbine basse pression était entièrement dépourvue de stator, et comprenait quatre rotors consécutifs : les rotors 1 et 3 entraînaient la roue à augets dans le sens des aiguilles d'une montre (en regardant le moteur de face), tandis que l'autre turbine était entraînée en sens inverse par les rotors 2 et 4. La turbine antérieure (d'admission) était équipée de déflecteurs, mais celles situées entre les rotors antagonistes et à la sortie n'en avaient pas. Le flux d'air central et les gaz brûlés étaient évacués par des tuyères coaxiales distinctes.
Non seulement le réacteur F.3 atteignait ainsi une poussée accrue, de 11 kN à 18 kN, mais surtout (et c’était le but recherché), la consommation spécifique de carburant chutait de 30 à 18 g/(kN·s) avec, il est vrai, une augmentation sensible du poids de la motorisation, liée au turbo supplémentaire. Cela dit, ce nouveau modèle permit aux techniciens de découvrir les premiers que l'air froid chassé par la turbine, en se mêlant aux gaz brûlés du moteur, rendait le moteur beaucoup moins bruyant (les ingénieurs de la NASA ne s'en aperçurent que dans les années 1960).
Malgré ses progrès rapides, le F.3 pâtit des pénuries de la guerre, et dès 1945, le F.2/2 était dépassé ; quelques-unes des idées du F.3 purent reportées sur le F.2/4, donnant naissance au réacteur Metropolitan-Vickers F.5 : ce réacteur à soufflante non-carénée était doté d'un amplificateur de poussée rapporté à l'extrémité de la tuyère, à une certaine distance de la turbine haute-pression. Ses hélices à augets droits à rotation inverse, d'un diamètre de 1,775 m, étaient entraînées par une turbine basse pression à 4 étages dépourvue de stator, identique à celle du réacteur F.3. La poussée statique passait ainsi de 15,6 kN (pour le F.2/2) à plus de 21 kN, avec une consommation proportionnelle. Le poids de ce réacteur double-flux était bien inférieur (26 %) à celui du turboréacteur, et ne représentait que la moitié du réacteur F.3. La cession par MetroVick de leur département Réacteur à Armstrong Siddeley (1946) mit un terme au développement du projet F.5.
Armstrong Siddeley reprit le concept du F.5 pour aboutir à un réacteur d'une toute autre taille, le réacteur F.9 Sapphire, qui d'emblée surpassa en puissance son principal concurrent, le Rolls-Royce Avon. Les plans de MetroVick furent adaptés à la chaîne de fabrication de compresseur axiaux d'Armstrong Siddeley.
On peut admirer ce prototype dans la Galerie de l'Aviation au Science Museum de Londres.